# Feathered Dreams
Feathered Dreams es una película de drama nigeriano-ucraniana de 2012, dirigida por Andrew Rozhen, quien también protagoniza la película junto a Omoni Oboli. Es la primera colaboración entre Nigeria y Ucrania, y se desarrolla en el marco de las dificultades asociadas con ser extranjera en Ucrania. Es también el primer largometraje ucraniano en inglés.

## Elenco
- Omoni Oboli como Sade
- Evgeniy Kazantsev como Bronnikov
- Andrew Rozhen como Dennis
- Philippa Peter como Nkechi
- Conrad Tilla como el padre de Sade
- Oksana Voronina
- Austeen Eboka

## Producción
Es una coproducción surgida como resultado del deseo de los cineastas ucranianos de ingresar al mercado cinematográfico nigeriano y africano en general. La industria del cine ucraniana enfrentaba dificultades de financiación y falta de apoyo estatal, por lo que buscaban otras alternativas. Igor Maron, uno de los productores, declaró que se sintió inspirado a ser parte del proyecto después de visitar Abuya, Nigeria, y encontrar tantos nigerianos que podían hablar ruso y ucraniano como antiguos estudiantes de la extinta Unión Soviética, de ahí surgió la idea de tener una película que se centrara en la comunidad extranjera en Ucrania. El director Andrew Rozhen tuvo que viajar dos veces a Nigeria para familiarizarse con los métodos de producción de Nollywood. La filmación se realizó en Kiev, Ucrania en 2011, siendo el primer proyecto colaborativo entre ambos países y el primero en inglés para el cine ucraniano. Omoni Oboli viajó dos veces a Ucrania durante el rodaje, pasando seis y dos semanas respectivamente. El director y protagonista, Rozhen, no tenía experiencia previa en la actuación. Su decisión de participar en la película como actor se debió a la falta actores de habla inglesa en su país.

## Banda sonora
La música fue compuesta por Sergey Vusyk. La banda sonora original fue lanzada bajo el sello musical Lavina y Highlight Pictures.

### Listado de pistas
| N.º | Título                          | Cantante(s)  | Duración |  |
| 3.  | «Feathered Dreams (Tema #1)»    | Vusyk Sergey |          |  |
| 16. | «Feathered Dreams (Main Theme)» |              |          |  |
| 18. | «My Everything»                 |              |          |  |

## Premios
La película fue nominada a dos premios en los Golden Icons Academy Movie Awards 2013, "Mejor película de la diáspora" y "Mejor director de cine - Diáspora".